# Милуир, Маноэл
Маноэл Милуир Маседо Кунья (порт. Manoel Miluir Macedo Cunha; 15 апреля 1948 года, Педру-Авелину, штат Риу-Гранди-ду-Норти, Бразилия) — бразильский футбольный тренер.

## Биография
Начинал свою тренерскую карьеру с любительскими бразильскими командами. В 1986 году Милуир переехал в Португалию, где он проработал 10 лет. Большую часть из них он трудился с юношескими командами «Спортинга». С 1997 по 1999 год бразилец возглавлял сборную Андорры, откуда был уволен за то, что договорился о работе с одной из иностранных команд, не уведомив об этом Футбольную федерацию Андорры.
Позднее Милуир занимал пост главного тренера в мексиканской «Пуэбле», португальском «Фреамунде», перуанском «Хуане Аурич», «Аджмане» из ОАЭ и бразильском «Потигуаре».

## Достижения
- Чемпион штата Риу-Гранди-ду-Норти (1): 2013